# Polków-Daćbogi
Polków-Daćbogi – wieś w Polsce położona w województwie mazowieckim, w powiecie węgrowskim, w gminie Grębków. Ma status sołectwa. Leży nad rzeką Kostrzyń w pobliżu jej ujścia do Liwca.
Wierni Kościoła rzymskokatolickiego należą do parafii Matki Bożej Królowej Korony Polskiej w Kopciach.
W latach 1975–1998 miejscowość administracyjnie należała do województwa siedleckiego.